# Rue de Laeken
Rue de Laeken è una strada di Bruxelles che inizia in rue de la Vierge noire e termina a Porte d'Anvers, boulevard d'Anvers, misura 640 metri.
Una volta si chiamava Chaussée de Malines.
È sul suo percorso che si trovano il Teatro reale fiammingo di Bruxelles e il Museo belga della massoneria situato in una dimora privata del XVIII secolo costruita dall'architetto Laurent-Benoît Dewez per servire come sua sede personale.
Al n. 76 si trova la casa della famiglia Poelaert-Stas, costruita nel 1824, dove l'architetto Joseph Poelaert trascorse la sua infanzia e giovinezza.